# Nokia 8210
Il Nokia 8210 è un telefono cellulare prodotto dall'azienda finlandese Nokia e messo in commercio nel 1999.

## Caratteristiche
- Dimensioni: 101 x 44 x 17 mm
- Massa: 79 g
- Durata batteria in conversazione: 3 ore
- Durata batteria in standby: 150 ore (6 giorni)
- Infrarossi